# Кохов, Евгений Дмитриевич
Евгений Дмитриевич Кохов — российский учёный, доктор технических наук, лауреат Государственной премии СССР.

## Биография
Родился  29 февраля 1936 г. в г. Электроугли Московской области.
Окончил Московский инженерно-физический институт (1960), специальность — экспериментальная ядерная физика.
В 1960—1969 младший научный сотрудник ВНИИХТ.
С 1969 г. работал во ВНИИ технической физики и автоматизации (ВНИИТФА): старший научный сотрудник, начальник лаборатории, начальник отдела рентгенорадиометрических методов и аппаратуры.
Автор более 80 публикаций и 25 изобретений в области приборов и методов неразрушающего контроля материалов и  изделий.
Доктор технических наук, старший научный сотрудник.
Лауреат Государственной премии СССР.
Семья: жена, двое сыновей.

## Публикации
- Щекин К. И., Кохов Е.Д, Мамнконян C.B. О природе низкоэнергетического фона в приборах рентгенорадиометрического анализа. Сб. Радиационная техника М. Атомиздат вып.8,1972,с.180-184.
- Кохов Е. Д., Мильчаков В. И., Щекин К. И. и др. О природе низкоэнергетического [юна в приборах рентгенорадиометрпческого анализа. ВАНТ. Сер. Радиационная техника, Л., Атомиздат, вып. 8,1972, с. 180—184
- Кохов Е. Д., Мильчаков В. И., Щекин К. И. Влияние нестабильности аппаратуры на точность рентгенорадиометрпческого анализа. ВАНТ. Сер. Радиационная техника, М., Атомиздат, вып. 10, 1974, с 210—217
- Асосков А. Д., Кохов Е. Д. и др. Разработка метода и аппаратуры для контроля сплошности столба топлива в ТВЭЛах.- ВАНТ. Серия: Радиационная техника. Вып. 1(27), 1984, с.69-73.
- Рентгено-радиометрический метод исследования состава горных пород [Текст] : научное издание / А. Ю. Большаков ; под ред. Е. Д. Кохова. - М. : Атомиздат, 1970. - 134 с. : рис., табл.